# Transmisión Borg-Warner 35

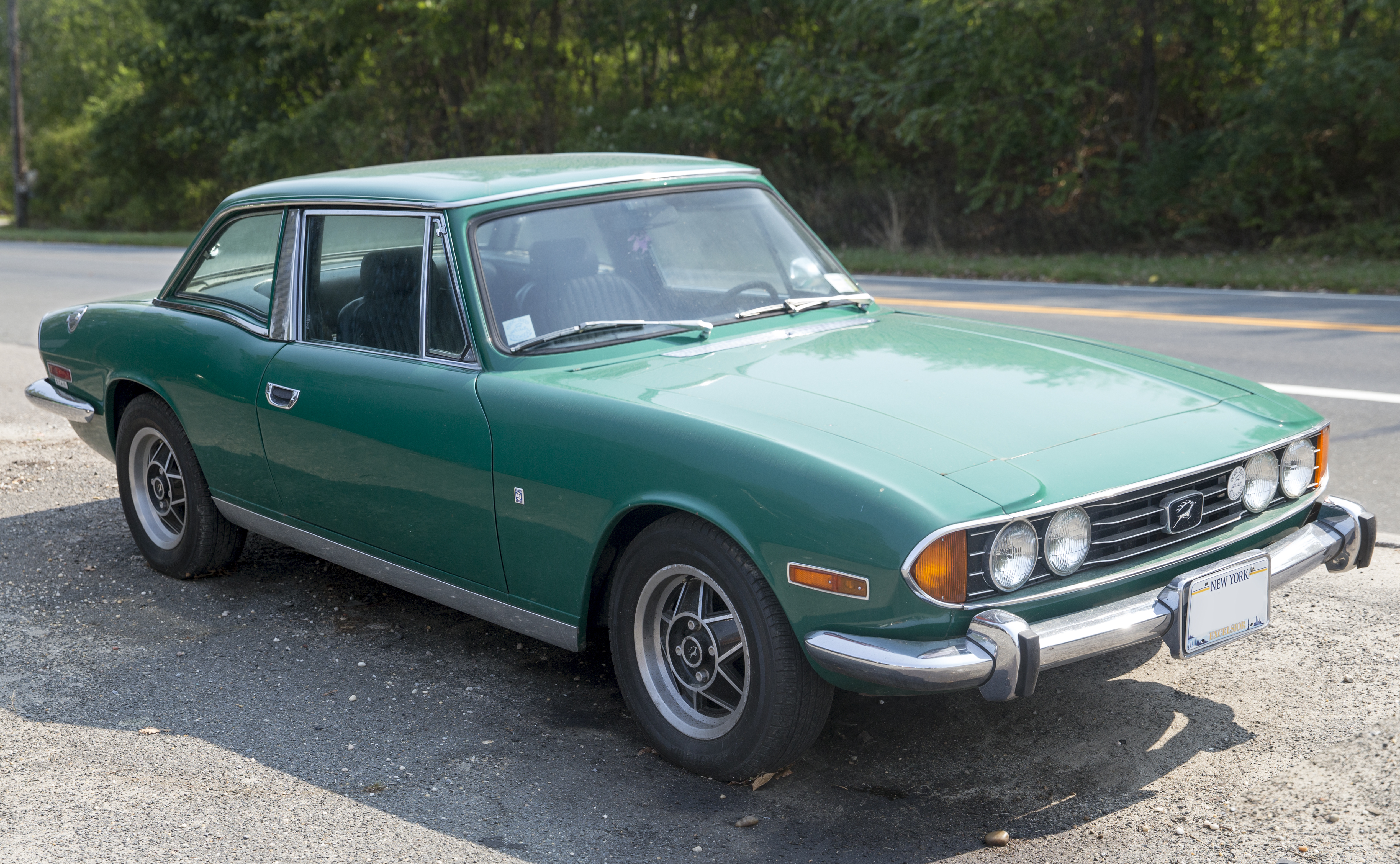
Triumph Stag de 1973. Modelo para la exportación a los Estados Unidos, equipado de serie con una caja de cambios automática Borg-Warner 35

La transmisión Borg-Warner 35 (BW-35) es un modelo de transmisión automática producida por la empresa BorgWarner. Este artículo también aplica a las variantes M-36 y M-37. Cuando en el artículo se  menciona la sigla "M-3x", se está haciendo referencia a todos los modelos, y cuando se especifica el número de modelo, se utiliza el número exacto.
El "3" del número se refiere a la serie específica de la transmisión. Las transmisiones M-3x, 4x, 5x y 6x son transmisiones con carcasa de aluminio relacionadas con la M-35 (la primera de las automáticas Borg-Warner de aluminio). En este caso, el número de serie ascendente se relaciona con la resistencia de la transmisión: un número mayor soportará más potencia que un número menor. Sin embargo, esto no es una regla general para las automáticas Borg-Warner. Las transmisiones con carcasa de hierro fundido M-8 y M-1x anteriores son mucho más resistentes que los modelos de aluminio, aunque la M-6x puede soportar tanta potencia como la serie M-1x. El segundo número se refiere a una variación específica. Generalmente indica una mayor capacidad de carga de par, pero puede referirse a otras variaciones que no aumentan la capacidad de par.
Las M-3x tienen tres marchas de avance y una de reversa. La palanca selectora varía según el año y el modelo de vehículo en el que se utiliza la transmisión. Todos los modelos siguen un cuadrante con seis posiciones. Los modelos anteriores tienen dos posiciones de conducción marcadas con un "2" y un "1" (P-R-N-D2-D1-L; Estacionamiento, Reversa, Punto muerto, D2, D1 y Bloqueo). Estos modelos arrancan en segunda marcha cuando están en la posición D2. Esto es útil para ahorrar combustible en terrenos relativamente planos y para arrancar en superficies resbaladizas (como barro húmedo, nieve o hielo). Cuando se coloca en la posición D1, la transmisión cambia entre las tres marchas de avance. En la posición "Bloqueo", la transmisión se puede bloquear para evitar cambios de marcha a velocidades superiores y proporciona un frenado motor máximo en 1.ª marcha y moderado en 2.ª. Al seleccionar L desde parado o antes de cambiar a 2.ª marcha, la transmisión se bloqueará en 1.ª. Al seleccionar L desde D2 o D1 en 2.ª, la transmisión se bloqueará en 2.ª, o desde D2 o D1 al circular por debajo de 88 km/h (55 mph), se realizará un cambio descendente inmediato y se bloqueará en 2.ª. En ambos casos, la transmisión cambiará automáticamente a 1.ª marcha cuando la velocidad del vehículo baje de 8 km/h (5 mph). Si se requiere cambiar a 1.ª antes, se debe reducir la velocidad del vehículo a menos de 48 km/h (30 mph) y realizar un cambio de marcha "kick-down". Muchos conductores asumen que tienen una transmisión de dos velocidades porque esperan que la primera posición de conducción (D2) permita cambiar entre las tres marchas, como lo han hecho todas las transmisiones automáticas desde 1968. Algunos vehículos tenían el mismo sistema sin D1 ni D2, sino que solo tenían D y solo 5 posiciones en el cuadrante.
A partir de 1965, la M-3x se fabricó con la ahora común configuración de cambios P-R-N-D-2-1 (Estacionamiento, Reversa, Punto muerto, Conducción, Segunda marcha, Primera marcha). AMC la denominó "Shift-Command" para diferenciarla de los modelos D2/D1, ya que cualquiera de los dos podía pedirse en un automóvil AMC/Rambler de 1965 a 1967.
La M-36 se introdujo en 1965. Es esencialmente igual a la M-35, excepto porque incluye un enfriador externo del aceite de transmisión. La M-35 se refrigeraba por aire mediante un convertidor de par con ventilador. La caja del M-35 cuenta con orificios para la instalación de un enfriador externo, pero ningún modelo estadounidense lo utilizaba ni contaba con los orificios internos para montarlo. Es posible que existieran modelos europeos equipados con enfriadores externos. Un enfriador de aceite externo lo hacía adecuado para vehículos más pesados o para remolcar cargas más pesadas. AMC utilizó el M-36 detrás del motor de seis cilindros del 232 en su Ambassador a partir de 1965.
El M-37 se menciona por primera vez en el Manual de Servicio Técnico (TSM) de AMC de 1967. Se utilizaba con el motor 232 en vehículos más grandes. Presentaba un par motor superior a los modelos M-35 y M-36. Para 1967, el M-36 fue relegado al motor de seis cilindros del 199, y el 232 recibió el M-37, más potente, en todos los vehículos AMC.
Los modelos europeos pueden variar.

## Descripción
La transmisión automática Borg Warner 35 consta de un convertidor de par y una caja de cambios con engranajes planetarios totalmente automática de 3 velocidades con control hidráulico. La transmisión automática ofrece tres velocidades de avance y una de reversa mediante un sistema de engranajes.
Como es habitual en las transmisiones automáticas de su generación, la potencia que llega a la transmisión a través de un convertidor de par impulsa el fluido hidráulico. A medida que las marchas se aceleran o desaceleran, la presión del fluido aumenta o disminuye en la caja. El cambio mecánico de marchas se activa al aumentar o disminuir la presión. No existen sensores ni interruptores electrónicos como los que se encuentran en las transmisiones modernas. Hay una válvula de mariposa en el cuerpo de la válvula de control, conectada a la articulación del acelerador mediante un cable. Esta regula la presión interna según la posición del acelerador. Una función secundaria de este cable es reducir la marcha ("kick down") cuando la válvula de mariposa está en la posición de parada completa (pedal del acelerador pisado a fondo) y la velocidad en carretera es inferior a un punto de ajuste regulado por un regulador mecánico en el eje de salida.
El sistema de control hidráulico consta de un conjunto de válvulas y una bomba accionada por el motor. La transmisión automática incluye un conjunto de  sistema epicicloidal compuesto por dos engranajes planetarios, dos juegos de tres piñones planetarios alojados en un portaplanetarios y una corona dentada. Se obtienen diversas relaciones de velocidad manteniendo o embragando diversas combinaciones de elementos del tren planetario. Esto se realiza mediante dos bandas, dos embragues multidisco y un embrague unidireccional.
Cuando la transmisión, con el vehículo parado, se coloca en la posición de conducción, permite que el vehículo arranque en primera marcha, luego cambia a segunda y luego a tercera según el aumento de velocidad. La transmisión BW-35 reduce de tercera a segunda y de segunda a primera, también en función de la carga. La transmisión está equipada para producir un "kickdown" y cambia a una marcha superior después del "kickdown" si se libera la presión del acelerador tras el "kickdown".
La Borg Warner 35 fue diseñada para usarse con un fluido de transmisión automática (ATF) tipo F, mucho menos común hoy en día que el tipo Mercon/Dexron.

## Usuarios
Producido inicialmente en EE. UU. en la década de 1950, específicamente para motores de menos de 200 pulgadas cúbicas de cilindrada e inferiores a 140 HP (104,4 kW) de potencia (principalmente American Motors Rambler y Studebaker). Las transmisiones automáticas anteriores y contemporáneas eran muy ineficientes y funcionaban mejor con motores más grandes y potentes. Incluso en estas aplicaciones, los motores solían tener relaciones de compresión más altas y mayor potencia que las versiones con transmisión manual. Las transmisiones automáticas anteriores se utilizaron con los motores de seis cilindros pequeños en EE. UU. a finales de los años 1950 y principios de los 1960, pero los pesados componentes internos de las primeras cajas automáticas perjudicaban la economía de combustible, razón principal por la que se desarrolló una transmisión automática más ligera.
Además, las relaciones diferenciales más bajas se utilizaban habitualmente en otras aplicaciones de transmisión automática para mejorar el consumo de combustible (debido también a la ineficiencia de las cajas automáticas anteriores, especialmente al usarlas con motores pequeños). La BW-35 era una transmisión más eficiente y tuvo bastante éxito en EE. UU. con los automóviles de motor más pequeño. Esto también la convirtió en una opción natural para los coches europeos, que solían tener motores mucho más pequeños que los estadounidenses de la época. La producción se transfirió en 1960 a la planta de Borg-Warner en Letchworth Garden City, Gran Bretaña. El modelo BW-35 se ofreció a los fabricantes de automóviles europeos, donde se utilizó ampliamente.
La caja BW-35 también se fabricó en Australia a partir de 1963 y se utilizó en numerosos coches australianos.

### AMC
Usada con los motores de seis cilindros 195.6, 199 y 232
- Ambassador 1965-1969
- American 1963-1968
- Rambler 1969
- Rogue 1967-1969
- Classic 1963-1966
- Rebel 1967-1969
- Marlin 1965-1967
- Javelin 1968-1969

### Austin
- FX4 - FL2 (ADO 6)
- A60 Cambridge (ADO 38)
- Freeway (Australia - ADO 40 (Mk I) y YDO 3 (Mk II))
- A110 Westminster (ADO 53 - Solo Mk II)
- 1800 - 2200 (ADO 17) - Modelo 35TA - Instalación transversal. Utilizando cadena Morse Hy-Vo para la transmisión.
- 3 Litre (ADO 61)
- Kimberley and Tasman (Australia YDO 19) Instalación transversal.
- 18-22 (ADO 71) Instalación transversal.
- Ambassador (LM19) Instalación transversal.

### Citroën
- Citroën DS - Instalación longitudinal de transeje de dos ejes.
- Citroën SM - Instalación longitudinal de transeje de dos ejes.

### Daimler
- 2.5 V8 - 250
- SP250 Dart

### Datsun
- Datsun RL411 SSS (SuperSportSedan) y 1600 ('Bluebird') de 1967; (mismo motor que los roadsters SR311 'Fairlady').
- Datsun PL510 - Opcional en sedanes y camionetas.

### Holden
- Torana - Solo el modelo HB.

### Jaguar
- XJ6 Series 1, cilindrada 2,8.
- Mark 2
- S-Type

### Leyland
- Princess (ADO 71) - Instalación transversal.
- P76 (Australia - usado con el motor de seis cilindros de 2.6 l y el V8 de 4.4 l)

El motor V8 de 4.4 l podría ser el de mayor cilindrada jamás instalado en con la caja de cambios BW-35.

### Mazda
- 1500
- 1800

### MG
- MGB Mk II
- MGB GT
- MGC Roadster
- MGC GT
- Magnette IV (ADO 38)

### Morris
- Oxford Series VI (ADO 38)
- Marina (ADO 28)
- 1800 - 2200 (ADO 17) Instalación transversal.
- 18-22 (ADO 71) Instalación transversal.

### Reliant
- Scimitar GTE SE5 (1968-72) y SE5A (1972-75) con el motor Essex V6.

### Riley
- 4/72 (ADO 38)

### Grupo Rootes (Reino Unido) (posteriormente Chrysler UK)
- Hillman Minx, Super Minx, Hunter, Minx (solo gama Arrow de 1725 cc)
- Humber Hawk, Super Snipe, Imperial, Sceptre, gama Arrow Sceptre
- Singer Gazelle, Vogue, Vogue (gama Arrow), Gazelle (solo gama Arrow de 1725 cc)
- Sunbeam Alpine, Rapier, Rapier (gama Arrow), Alpine (gama Arrow), Vogue (gama Arrow)
- Hillman Avenger y Plymouth Cricket 1250, 1300, 1500 y 1600

A mediados de la década de 1970, las gamas Arrow y Avenger cambiaron a una transmisión BW Tipo 45 de 4 velocidades.

### Rover
- 3 Litre - 3.5 Litre (P5 y P5B) 1968-1973
- 2000 - 3500 (P6 y P6B) 1963-1973
- Rover P6 1974-1977 BW65 Borg Warner modelo 65

### Saab
- Saab 99, 900, 90 (1970 a 1993) Modelos 35 y 37: instalación longitudinal con cadena Morse Hy-Vo para la transmisión.

Modelo 35 (1970-1980)
Modelo 37 (1979-1994)

### Toyota
- Corona (Producción australiana desde 1969).
- Crown (Producción australiana desde 1968). (Los Crown importados de este período utilizaban transmisiones Aisin A30 y A40).

### Triumph
- 2000 - 2500
- Stag

Las Primeras unidades (1971-73) usaban la BW-35 Posteriormente (1974-77) se usó la caja BW-65.
- Dolomite

Las Primeras unidades (1972-73) usaban la BW-35. Posteriormente (1974-80) se usó la caja BW-65.

### Vauxhall
- Viva - Solo HB

### Volvo
- Volvo Amazon
- Volvo P1800
- Volvo 140
- Volvo 164
- Volvo 240

Modelos 1964-1976

### Wolseley
- 16/60 (ADO 38)
- 24/80 (Australia - ADO 40 (Mk I) y YDO 3 (Mk II))
- 6/110 (ADO 53 - Solo Mk II)
- 18/85 (ADO 17) - Instalación transversal.
- Six (ADO 17) - Instalación transversal.
- Saloon (ADO 71) - Instalación transversal.

### Ford Reino Unido y Australia
- Taunus TC1 y TC2 (excepto la opción de motor de 1.3L)
- Escort Mk1
- Capri Mk1
- Cortina Mk1, Mk2 y primeros Mk3 (los modelos posteriores de Marks usaban Ford C3).
- Corsair V4

Las relaciones de transmisión del Escort y del Cortina son las siguientes:
- 1.ª marcha: 2393:1
- 2.ª marcha: 1450:1
- 3.ª marcha: 1000:1
- Marcha atrás: 2094:1

- Zodiac y Zephyr Mk3

### Ford (Australia)
Los primeros Ford Falcon automáticos utilizaron la transmisión de dos velocidades Fordomatic, de 1960 a 1965. Esta se complementó posteriormente con, y finalmente se sustituyó por, una versión modificada de la Borg-Warner 35 (comercializada inicialmente como 'Fordomatic 3S', luego como 'Fordomatic'/Cruise-o-matic y, finalmente, como 'Cruisomatic' junto con las cajas automáticas C-4 y FMX, nombre que se eliminó con la actualización del Falcon XC). Esta transmisión se utilizó en los Falcon de seis cilindros hasta 1989, cuando se introdujo el BTR M91 electrónico de 4 velocidades (sin embargo, el nuevo Borg Warner 51 se siguió utilizando en los utilitarios y furgonetas Falcon hasta 1990). Las relaciones de transmisión de las especificaciones del Ford Falcon XD (3,3 y 4,1 litros de seis cilindros; Borg-Warner 35-3) son típicas de todas y son las siguientes:
- 1.ª: 2,39:1
- 2.ª: 1,45:1
- 3.ª: 1,00:1
- Reversa: 2,09:1

La caja BW-35 en Australia se utilizó en los Falcon de 1963 a 1985 con motores I6 de 225 CV.
La caja BW-40 en Australia se utilizó en los Falcon XF de 1984 a 1989.
La caja BW-51 en Australia se utilizó en los Falcon de 1988 a 1993 (EA 1988-89, LTD DA 1988-89, Fairlane NA 1988-89 y XF 1990-93).
El motor de seis cilindros de 4,1 litros (como transmisión opcional) y el V8 de 4,9 litros utilizaban el Ford C4-3. Las relaciones de transmisión de las especificaciones del Ford Falcon XD son las típicas de todos y son las siguientes:
- 1.ª: 2.46:1
- 2.ª: 1.46:1
- 3.ª: 1.00:1
- Reversa: 2.20:1

El motor V8 de 5.8 litros venía equipado con la caja Ford FMX-3, una transmisión Ford-O-Matic de tres velocidades evolucionada (diseñada por Borg Warner Corporation), a través de las transmisiones "MX" y "FX" ("Cruise-O-Matic"), que se convirtió en la "FMX" en 1968. Las relaciones de transmisión de las especificaciones del Ford Falcon XD son las típicas de todos los casos y son las siguientes:
- 1.ª: 2.40:1
- 2.ª: 1.47:1
- 3.ª: 1.00:1
- Reversa: 2.00:1

### Chrysler (Australia)
De 1967 a 1981, la caja Borg-Warner 35 también se utilizó en los Chrysler, Valiant, Charger y Centura australianos de 6 cilindros. El cambio de especificación de la transmisión automática Torqueflite a la transmisión Borg-Warner 35 se debió a la necesidad de una mayor proporción de componentes locales. La transmisión Borg-Warner 35 se utilizó con los motores Hemi 6. Los modelos de producción posteriores realizaron un cambio continuo a las unidades Borg-Warner de las series 40 y 50 para integrarse en las líneas de suministro de productos, al igual que Ford Australia.